# 雷奈科
37°40′S 72°35′W / 37.667°S 72.583°W

雷奈科（西班牙語：Renaico），是智利的城市，位於該國南部阿勞卡尼亞大區的馬雷科省，始建於1884年，面積267.4平方公里，海拔高度55米，2012年人口9,850人，人口密度每平方公里37人。